# Eine Stunde hinter Mitternacht

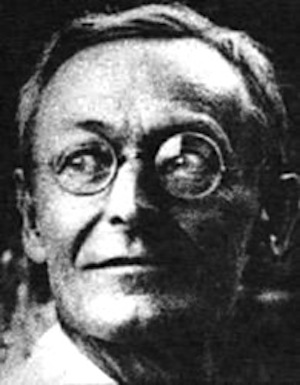
Hermann Hesse (1925)

Eine Stunde hinter Mitternacht ist ein Band mit neun skizzenhaften „Prosa-Studien“ von Hermann Hesse, im Sommer 1899 im Verlag von Eugen Diederichs erschienen. In seinem zweiten Buch erzählt Hesse aus seinem „Künstler-Traumreich“.

## Inhalt
Der Inseltraum
Das Traumeiland, auf dem der Dichter nach tagelanger, kräftezehrender Ruderbootfahrt übers „feindliche Meer“ ermattet landet, ist eine mit „wildem Gehölz“ bewachsene Insel, durch deren „überhängende Bäume ein braun-grünes Licht“ sinkt. Der Ankömmling lässt den Urwald hinter sich und trifft in einem Garten unter „edlen Gruppen alter Bäume“ auf eine „hohe Frau“, die ihn in „fürstlich-hohem Ton“ anspricht. Die Königin wundert sich, dass der kleinmütige Dichter „den beschwerlichen Weg gefunden hat“. Mit der Zeit kommt dem Dichter manches Gesicht der Damen aus dem Gefolge der Königin bekannt vor. Frau Gertrud ist darunter. Sie begleitet den Leser durch das ganze Buch. Der Genüsse sind etliche auf der Insel. Außer der o. g. „wehen Lust des Wiedersehens“ genießt der Dichter die „Gesänge auserwählter Waldvögel“, ergötzt sich am Werk des Perikles, Sokrates, Phidias, Homer und Ariost. Der „süße Biss“ in „die reifste Frucht“ erfrischt den tapferen Ruderer „bis ins Mark“.
Albumblatt für Elise
Die Fee Elise gleitet „über den ausgespannten Teppich“ der „jugendlichsten Glücksträume“ des Dichters „wie eine lind bewegte Musik“. Der Titel erinnert an das berühmte Albumblatt „Für Elise“ von Ludwig van Beethoven. Ob Hesse diesen Bezug bewusst herstellen wollte, ist nicht bekannt.
Das Fest des Königs
Der junge Prinz erkundigt sich bei seinem Freund, dem neapolitanischen Sänger, nach dem Schönsten in der Welt. Der Sänger weiß Antwort: „Ein Weib von höchster Geburt und adligem Herzen“. Die Königin ist gemeint, die Mutter des Prinzen, um die es schließlich Mord und Totschlag gibt. Was soll’s – „ein Künstler bedarf der Frauen“.
Gespräch mit dem Stummen
Ein neidischer Geiger mordet seinen Freund, den anderen Geiger und dessen Lied. Als darauf der Mörder mit dem toten Lied auftritt, spielt das Opfer, noch „das Messer in der Brust“, mit. Die irritierte Menge sieht den Toten nicht, hört aber „zweie geigen“.
An Frau Gertrud
In jener Skizze, die Rilke so schätzte, spricht Hesse „sorgfältig und reich“. Von einer Verstorbenen ist die Rede, die gegenwärtig ist wie das Strahlen eines verschollenen Sterns. Sterne sind für Hesse „die obersten Sinnbilder der Ewigkeit“. Die „Gespräche ohne Worte“ führt der Dichter „mit Sternen und Frauen“, weil beide die geheimnisvollsten Wesen sind. Die Fähigkeiten dieses Poeten sind unerhört geworden. Ohne ihn können die Sterne nicht mehr auf- und untergehen.

## Wörter und Wendungen
- die lassen [müden, matten] Vers-Takte[4]
- das jache Lachen[5]

## Selbstzeugnisse
- Hesse nannte sein Prosa-Debüt 1926 „unpersönlich und inhaltslos“.[1]
- 1941 wandte sich der Dichter seinem Prosa-Erstling wieder zu und stellte ihn auf eine Stufe mit dem Hermann Lauscher und dem Peter Camenzind.[6]

## Rezeption
- Wilhelm von Scholz schrieb um 1899, der Text sei unter dem Einfluss von Maurice Maeterlinck und Stefan George verfasst.[6]
- Rainer Maria Rilke schrieb am 7. August 1899 an Georg Heinrich Meyer: Hesse findet „für das Niegesagte breite und ruhige Bilder und für das Oftwiederholte überraschende Formen“.[3]
- In dem Buch erweist sich Hesse laut Peter Sprengel als „Verehrer der Romantiker“.[7]

## Entstehungsgeschichte
Seit November 1897 stand Hesse mit der norddeutschen Dichterin Helene Voigt im Briefwechsel. Die Braut und spätere Gattin des Verlegers Diederichs hat wohl für Hesse ein gutes Wort eingelegt. Die Texte entstanden im Winter 1898/99 in Tübingen. Den Titel entnahm Hesse einem gleichnamigen Gedicht aus seinem Erstlingswerk, dem im Herbst 1898 erschienenen Lyrikband Romantische Lieder.

## Buchausgaben
Die Erstausgabe wurde in einer einmaligen Auflage von 600 Exemplaren gedruckt. Erst 1941 erschien eine zweite, vom Autor selbst mit einem Geleitwort versehene Ausgabe. 1986 publizierte Diederichs einen Faksimile-Druck der Erstausgabe in 999 nummerierten Exemplaren. 2002 erschien eine bibliophil gestaltete Neuausgabe mit einem Nachwort von Klaus Schuhmann, mittels zweifarbigem Monotype-Bleisatz gedruckt.
- Eine Stunde hinter Mitternacht. Neun Prosastudien. Diederichs, Leipzig 1899
- Eine Stunde hinter Mitternacht. Fretz & Wasmuth, Zürich 1941; Nachdruck ebd. 1942
- Eine Stunde hinter Mitternacht. Diederichs, Köln o. J. (= 1986), ISBN 3-424-00902-4
- Eine Stunde hinter Mitternacht. Frühe Prosa. Schumacher-Gebler, München 2002, ISBN 3-920856-31-7
- Eine Stunde hinter Mitternacht. Diederichs, München 2019, ISBN 978-3-424-35097-5